# Acrotritia ardua
Acrotritia ardua är en kvalsterart som först beskrevs av Koch 1841.  Acrotritia ardua ingår i släktet Acrotritia och familjen Euphthiracaridae.

## Underarter
Arten delas in i följande underarter:
- A. a. ardua
- A. a. affinis
- A. a. neotropicalis